# フィラデルフィア・オランド
フィラデルフィア・オランド（Philadelphia Olando、1990年2月18日 - ）は、ケニアの女子ラグビー選手。

## プロフィール
- ケニア・ナイロビ出身。
- ポジションはスタンドオフ(SO)。
- 身長 154cm、体重 72kg

## 略歴
2016年、リオ五輪の7人制女子ケニア代表に選ばれた。
そして2021年、東京五輪の7人制女子ケニア代表に選ばれて主将を務める。